# Богообраність
Богоо́браність — погляди або вчення про те, що та чи інша людина або група людей обрані Богом.
Ідею богообраності різні люди бачать по-різному, залежно від світогляду. Так, для одних людей богообраність полягає в тому, що певна особа, чи група осіб обрані Богом за тими чи іншими ознаками, для виконання тих чи інших завдань (певної «місії»). Існує також інша думка, яка трактує богообраність, як розуміння того, що кожна людина чи група людей є унікальними і неповторними, у кожної людини і у кожного народу свій шлях, своє призначення у житті, кожен служить Богу у свій спосіб.

## Історія вчення
Ідея богообраності відома ще з доісторичних, язичницьких часів. У ті часи люди на Землі вірили у «своїх» богів, забуваючи про те, що Бог єдиний для всіх. Більшість людей вважали саме своє плем'я богообраним і свого бога — найкращим, що призводило до постійних воєн і конфліктів між людьми.

## Богообраність у народів Великого Степу і в стародавньому Китаї
У стародавні часи у Великому Степу люди поклонялись Богу в образі Неба (Тенгрі). З їхньої точки зору, всі люди живуть у Піднебесній — всесвіті, в якому все підкоряється волі Вічного Безмежного Синього Неба. Якщо людина кориться волі Неба — в її житті і житті її сім'ї панує добробут, мир і злагода. Час від часу Небо також обирає серед людей («направляє у Піднебесну») синів Неба — людей, які отримують велику владу і особливі здібності для виконання певних справ, служіння Небу і управління Піднебесною. Потім це вчення степових кочівників здобуло велику популярність і перетворилося на державне віровчення у Китайській імперії. Окремі складові і поняття цього віровчення продовжують відігравати значну роль і в світогляді сучасних китайців, зокрема саме зміною волевиявлення Неба пояснювалася Китайська Революція.

## Богообраність у старожитніх євреїв
Важлива подія в історії людства відбулася з появою групи людей, які пізніше стали відомі як старожитні євреї, які проголосили, що Бог — один для всіх людей і всі люди, які це визнають є окремим народом. При цьому всі люди і народи є обрані Богом для служіння, кожен у свій спосіб, а ті люди, які це роблять свідомо — становлять окрему групу людей, окремий народ, який має особливе служіння (місію) у цьому світі.

## Богообраність у християн
У християнстві ідея богообраності розвинулася на основі віровчення старожитніх євреїв. Було проголошено, що з приходом Бога на Землю особливу місію отримує християнська церква, «народ Божий» — спільнота людей, які вірують в єдиного Бога і в його прихід на Землю як Ісуса Христа. Разом з тим у рамках християнського вчення зберігається ідея про те, що кожна людина, незалежно від її віри, народжується у світі для виконання певного служіння, певної складової Божого задуму стосовно людства.

## Богообраність у мусульман
У мусульман як про аналогію «народу Божого» можна говорити про умму — спільноту віруючих мусульман світу, людей, які вірять в єдиного Бога, в те, що Мухаммад — його посланець, а Коран — слово Боже.

## Богообраність у імперіїВеликого Війська Степового
У віровченні Чингізхана, творця Великого Війська Степового і Монгольської імперії і його послідовників, поєдналися елементи різних віровчень, які існували в той час у Великому Степу — язичництва, віри у Небо, християнства, мусульманства і юдаїзму. Він проголосив себе сином, обранцем Вічного Неба, служіння якого, так само як і його Великого Війська Степового, полягає у встановленні справедливості і волі Неба у всій Піднебесній. При цьому, судячи з наявних історичних джерел, Чингізхан досить широко трактував ідею Вічного Неба, розглядаючи різні віровчення, які існують у світі, як різні способи віри і служіння Небу (Богу, Аллаху).

## Богообраністьукраїнців
Щонайменше з часів Козаччини в українській народній творчості простежується ідея богообраності українців — мирних, добрих, мудрих і веселих людей, яким Бог дав для життя чудовий край, обрану Богом землю — Україну і служіння яких полягає жити по правді, допомагати ближнім, а також убогим і хворим, боротися зі злом. Початки цих ідей йдуть ще з дохристиянських часів, з поширенням християнства вони очищуються від язичницьких домислів і переосмислюються в рамках православного світогляду, вчення про вічну Істину, про Сущого в його місцевому варіанті.
Так у передмові до Острозької Біблії (переклад з старослов'янської) читаємо: «А вам в Христі за передбаченням вічного Бога перед віками вибраним з руського народу, синам східної Церкви, і всім, що спілкуються слов'янською мовою, і що єднаєтеся у православ'ї тієї ж Церкви, християнським людям кожної професії, я, Константин, що у святому хрещенні був названий Василем, з божої ласки Князь Острозький, Воєвода Київський, Маршалок Волинської Землі, і так далі, улюбленим братам, не лишень за тілом, але в Дусі Святому, всім всюди, що православні, сповіщаю таке: З божої волі, Його милосердя і ласкавості я удостоївся почати і побачити завершення цього чесного і превеликого діла, яке сьогодні бачите перед собою: книга з двома завітами, що грецькою мовою називається Біблією, в якій все за порядком надруковане в Богом спасенному і матірному місті моїм Острозі, що на Волинській землі, в 7089 році від створення світу, а 1581 році від втілення через Святого Духа і народження з Діви Марії Христа, нашого Спасителя, в 12 дні місяця серпня. Прийміть її не як людську річ, але як духовний подарунок, який сходить з висот. Шукайте за дорогою свого спасіння, а Тому, Хто дав вам це побачити, віддавайте хвалу і подяку.»

## Аналоги ідей богообраності у світогляді безбожників
Аналоги ідей богообраності у світогляді різних безбожних (атеїстичних) матеріалістичних віровчень містять вчення патріотизму, націоналізму, нацизму, расизму та багато інших, зокрема, як правило, будь-які вчення, в яких життя людського суспільства розглядається з точки зору життєдіяльності різних груп людей, в житті суспільства виділяються окремі народи, групи, верстви, класи чи касти.